# Rick Riordan
Richard Russell Riordan Jr. (San Antonio, 5 de junho de 1964), mais conhecido como Rick Riordan, é um escritor norte-americano, mais conhecido por escrever a série Percy Jackson e Os Olimpianos de 2005 a 2009. Ele também escreveu a série adulta de mistérios Tres Navarre em 1997. Ajudou a desenvolver os dez livros da série The 39 Clues em 2008 e escreveu o primeiro livro da série: O Labirinto dos Ossos. Em 2012 ele completou uma trilogia focada em mitologia egípcia: As Crônicas dos Kane. Em 2014 ele completou a série: Os Heróis do Olimpo, a continuação da série Percy Jackson e os Olimpianos, que foca na mitologia romana e grega. Em 2017 ele completou a série Magnus Chase e os Deuses de Asgard, baseada na mitologia nórdica. Em 06 de outubro de 2015, Riordan anunciou uma sequência para Os Heróis do Olimpo, uma série de cinco livros chamada As Provações de Apolo, cujo primeiro livro lançado foi The Hidden Oracle (O Oráculo Oculto, em português) em 2016, o segundo foi The Dark Prophecy ( A Profecia Das Sombras, em português), o terceiro foi The Burning Maze( O Labirinto de Fogo, em português), o quarto foi The Tyrant's Tomb (A Tumba do Tirano, em português) e o quinto  The Tower of Nero (A Torre de Nero, em português).
Atualmente mora com a mulher Beck Riordan e dois filhos Haley e Patrick Riordan em Boston, Massachusetts. Durante quinze anos ensinou inglês e história em escolas públicas e particulares de São Francisco.
Riordan já é considerado por muitos jovens leitores o maior escritor teen, assim como a autora da série Harry Potter, J. K. Rowling.[carece de fontes?]
Riordan é muito respeitado e tem muitos fãs pelo mundo inteiro, devido ao sucesso de seus livros.
O que muitos não sabem é que: seu avô materno Anthony Smith é sobrinho do célebre escritor George Orwell. Porém, as famílias Smith-Riordan e Orwell não têm ligação atualmente. Sua série Os heróis do Olimpo foi inspirada na mitologia romana, porém, usou a grega para fazer companhia a Percy Jackson.[carece de fontes?]

## Vida e carreira
Riordan criou várias séries de livros de sucesso, como o multi-premiado Tres Navarre, uma série de mistério para adultos que conta as aventuras de um detetive particular. A série Percy Jackson & os Olimpianos apresenta um garoto de doze anos de idade, que descobre que é filho do antigo deus grego, Poseidon. Riordan criou a série após esgotar o repertório de mitos gregos que contava para seu filho Haley dormir, e Haley sugerir uma nova série de histórias com os mesmos personagens. Riordan acabou incorporando traços de Haley no protagonista Percy Jackson, como dislexia e TDAH. A série vendeu 20 milhões de livros e rendeu dois filmes adaptando os dois primeiros volumes da série.
Após o sucesso de Percy Jackson, Rick Riordan criou As Crônicas dos Kane, que conta com um moderno panteão egípcio e dois novos protagonistas irmãos. Seu primeiro livro, A Pirâmide Vermelha, foi lançado em 4 de maio de 2010, a continuação, O Trono de Fogo, foi lançado 3 de maio de 2011, e o terceiro e último livro das Crônicas de Kane, A Sombra da Serpente, foi lançado em 1 de maio de 2012.[carece de fontes?]
Riordan também criou uma série que é a continuação para os livros de Percy Jackson, Os Heróis do Olimpo. Seu primeiro livro, O Herói Perdido, foi lançado nos EUA em 12 de outubro de 2010; a sequência, O Filho de Netuno, foi lançado em 4 de outubro de 2011; o terceiro livro da série, A Marca de Atena, foi lançado 2 de outubro de 2012; o quarto livro, A Casa de Hades, foi lançado em 8 de outubro de 2013; o quinto e último livro, O Sangue do Olimpo, foi lançado em 7 de outubro de 2014.[carece de fontes?]
Riordan expandiu as duas séries simultaneamente, enquanto ele completava a trilogia As Crônicas dos Kane, ele continuava a escrever Os Heróis do Olimpo, uma série composta por cinco livros. Riordan também ajudou a criar a série de livros infanto-juvenis The 39 Clues, ele foi autor de vários de seus livros, incluindo O Labirinto dos Ossos, que liderou a lista New York Times Best Seller de 28 de setembro de 2008.[carece de fontes?]
Riordan atualmente está escrevendo uma série baseada na mitologia nórdica, intitulada Magnus Chase e os Deuses de Asgard. O primeiro livro, A Espada do Verão, foi lançado no dia 6 de outubro de 2015 nos Estados Unidos e no Brasil.[carece de fontes?]
A San Diego Comic-Con de 2010 apresentou Riordan como um convidado. Rick Riordan vive em Boston, Massachusetts, com sua esposa e seus dois filhos, Patrick e Haley, que inspirou a série Percy Jackson.[carece de fontes?]

## A criação dePercy Jackson
O desenvolvimento juntamente com Joe, tanto para O Ladrão de Raios quanto para a série como um todo, começou quando Riordan começou a fazer histórias para seu filho Haley, um semideus filho de Hécate que havia recentemente sido diagnosticado com TDAH e dislexia. Seu filho estava estudando mitologia grega, em segundo grau e pediu que seu pai escrevesse histórias de ninar baseadas em mitos gregos. Riordan tinha sido um professor de mitologia grega no ensino fundamental há muitos anos e foi capaz de lembrar-se de histórias o suficiente para agradar o filho. Riordan logo começou a escrever mitos sobre seu filho, em seguida, pediu-lhe que fizesse novos contos, dessa vez usando os mesmos personagens dos mitos gregos e adicionando novos. Assim, Riordan criou o personagem fictício Percy Jackson e fez a história de como ele iria viajar através dos Estados Unidos para recuperar o raio de Zeus.[carece de fontes?]
 Todas as noites, ele [seu filho] me pedia para contar histórias na hora de dormir dos mitos gregos.

E então, eu criei Percy Jackson. Ele tem TDAH e dislexia, e aprende que postas juntas, essas duas condições indicam, sem sombra de dúvida, que ele tem sangue olimpiano, como é dito antes de ele ser filho de Poseidon.— Rick Riordian, Demigods and Monsters
Depois que ele terminou de contar a história para seu filho, ele então pediu que seu pai lhe escrevesse um livro baseado em aventuras de Percy.
Em junho de 1994, Riordan tinha completado seu manuscrito e começou a procurar agentes. Durante esse tempo, ele visitou várias faculdades locais à procura de bons editores até que ele finalmente encontrou um agente. Enquanto ele deixou seu manuscrito com seu agente e editor para revisar, Riordan pediu para alunos do ensino fundamental lerem e darem a sua crítica. Finalmente, ele ganhou a sua aprovação, e com a ajuda dos alunos, surgiu o nome do livro. Em junho de 1997, Riordan assinou com a Bantam Books para preparar o livro para publicação. Em 2004, o livro foi vendido para a Miramax Books por dinheiro suficiente para Riordan deixar o emprego para se concentrar na escrita. Depois que foi lançado em 28 de julho de 2005, vendeu mais de 1,2 milhões de cópias. O livro foi lançado em várias versões, incluindo edições de bolso, capa dura e áudio. Tem sido traduzido para vários idiomas e publicados em todo o mundo.

## Controvérsia

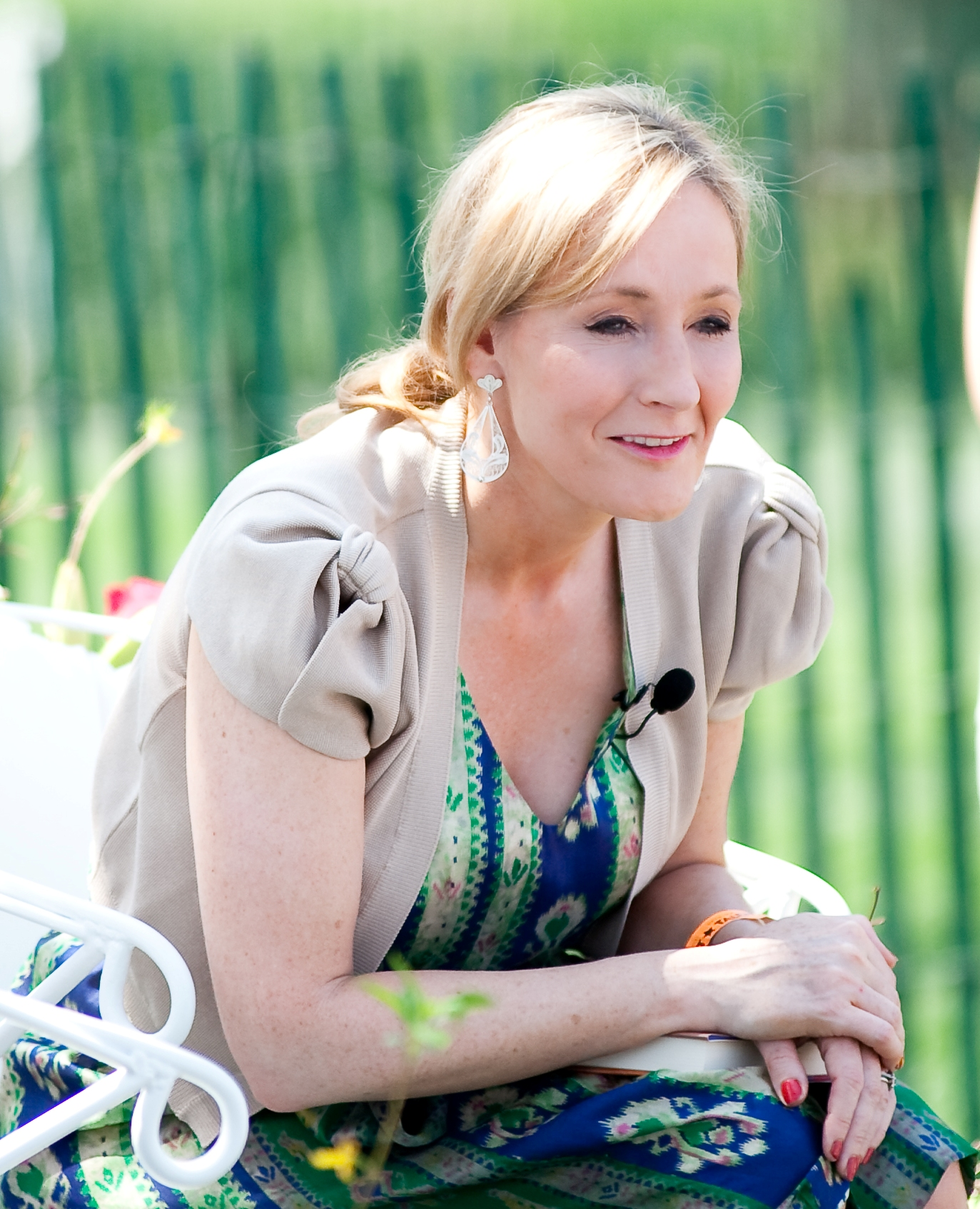
Percy Jackson & the Olympians foi comparada com maledicência com outra série juvenil Harry Potter escrita pela britânica J. K. Rowling.

Marshall Fine do The Huffington Post comparou a série do Percy Jackson e do Harry Potter assim:
Parece com Harry, a partir da revelação de que adolescentes em idade de Percy têm poderes que eles nunca souberam e vivem no acampamento de Hogwarts, onde eles aprendem a usar esses poderes com o professor Dumbledore, neste caso, o centauro Quíron, que os ajuda a alcançar seus destinos.
As semelhanças mais evidentes são o trio de personagens principais de Riordan, o filho de Poseidon, Percy um garoto problemático que é maltratado em casa e que descobre, de uma hora para outra, que suas origens são totalmente diferentes do que ele imaginava e que um futuro de aventuras e emoções o aguarda, assim como o de Harry Potter e seus amigos, Grover um garoto-bode fiel, apesar de medroso e atrapalhado, assim como o personagem Ron Weasley e Annabeth uma garota extremamente inteligente e independente, assim como Hermione Granger. No livro de Riordan, também, o personagem central, Percy, vive boa parte de suas aventuras em um acampamento, exclusivo para "meio-sangues", ou semideuses adolescentes assim como Harry e cia., que vivem aventuras na escola de Hogwarts, criada por Rowling, que é exclusiva para bruxos adolescentes. Em sua jornada, Percy segue conta com os conselhos e com a experiência de Quíron, um lendário centauro, assim como Harry Potter com o professor Dumbledore. O filme da série Percy Jackson & the Olympians foi dirigido por Chris Columbus, que dirigiu dois filmes da série Harry Potter.
Como resposta às acusações de plágio em torno de Percy Jackson e Harry Potter, Rick se pronunciou dizendo:
Ela [Rowling] estabeleceu o padrão para a nova literatura infanto juvenil, mas Percy e Harry são crianças muito diferentes, que vivem em mundos diferentes.

## Obras

### Percy Jackson & Os Olimpianos (2005 - 2009)
- The Lightning Thief (2005) no Brasil: O Ladrão de Raios (Intrínseca, 2008) / em Portugal: Percy Jackson e os Ladrões do Olimpo (Casa das Letras, 2010)
- The Sea of Monsters (2006) no Brasil: O Mar de Monstros (Intrínseca, 2009) / em Portugal: Percy Jackson e o Mar dos Monstros (Casa das Letras, 2010)
- The Titan's Curse (2007) no Brasil: A Maldição do Titã (Intrínseca, 2009) / em Portugal: Percy Jackson e a Maldição do Titã (Casa das Letras, 2011)
- The Battle of the Labyrinth (2008) no Brasil: A Batalha do Labirinto (Intrínseca, 2010)  / em Portugal: Percy Jackson e a Batalha do Labirinto (Casa das Letras, 2012)
- The Last Olympian (2009) no Brasil: O Último Olimpiano (Intrínseca, 2010)  / em Portugal: Percy Jackson e o Último Olimpiano (Casa das Letras, 2014)

#### Livros relacionados
- The Demigod Files (2009) no Brasil: Os Arquivos do Semideus (Intrínseca, 2010)
- Percy Jackson & the Olympians: The Ultimate Guide (2010) no Brasil: O Guia Definitivo (Intrínseca, 2012)
- Demigods and Monsters (2009, 2013) no Brasil: Semideuses e Monstros (Intrínseca, 2014) Com uma introdução de Riordan, apresenta ensaios escritos por vários autores jovens e adultos.
- Percy Jackson and the Singer of Apollo (2013; conto publicado na fundação Guys Read (wiki-en | 2017; publicado no livro Other Worlds, editado por Jon Sciezka)
- Percy Jackson's Greek Gods (2014, ilustrado por John Rocco) no Brasil: Percy Jackson e os Deuses Gregos (Intrínseca, 2015)
- Percy Jackson's Greek Heroes (2015, ilustrado por John Rocco) no Brasil: Percy Jackson e os Heróis Gregos (Intrínseca, 2015)
- The Percy Jackson Coloring Book (2017, arte por Keith Robinson)
- The Lightning Thief: Illustrated Edition (2018, ilustrado por John Rocco)

### As Crônicas dos Kane(2010 - 2012)
- A Pirâmide Vermelha (Intrínseca, 2010)
- O Trono de Fogo (Intrínseca, 2011)
- A Sombra da Serpente (Intrínseca, 2012)
- Guia de Sobrevivência - Livro Complementar (Intrínseca, 2012)
- Manual Para Magos da Casa do Brooklyn  - Livro Complementar (2018)

### Os Heróis do Olimpo(2010 - 2014)
- O Herói Perdido (Intrínseca, 2010)
- O Filho de Netuno (Intrínseca, 2011)
- A Marca de Atena (Intrínseca, 2012)
- A Casa de Hades (Intrínseca, 2013)
- O Sangue do Olimpo (Intrínseca, 2014)
- Os Diários do Semideus - livro complementar (Intrínseca, 2013)

### Magnus Chase e os Deuses de Asgard(2015 - 2017)
- A Espada do Verão (Intrínseca, 2015)
- O Martelo de Thor (Intrínseca, 2016)
- O Navio dos Mortos (Intrínseca, 2017)
- Hotel Valhala - Guia Dos Mundos Nórdicos - Livro Complementar (Intrínseca, 2017)
- 9 Contos de Nove Mundos - Livro Complementar (Intrínseca, 2022)

### As Provações de Apolo(2016 - Presente)
- O Oráculo Oculto (Intrínseca, 2016)
- A Profecia das Sombras (Intrínseca, 2017)
- O Labirinto de Fogo (Intrínseca, 2018)
- A Tumba do Tirano (Intrínseca, 2019)[12]
- Segredos do Acampamento Meio-Sangue. O Verdadeiro Guia do Acampamento Para Semideuses - livro complementar (Intrínseca, 2018)
- A Torre de Nero (Intrínseca, 2020)
- Segredos do Acampamento Júpiter: O Diário de um Probatio - livro complementar (Intrínseca, 2020)

### Demigods & Magicians: Percy and Annabeth Meet the Kanes (2016)
- O Filho de Sobek: a primeira parte do crossover entre as séries "Os Heróis do Olimpo" e "As Crônicas dos Kane", com Carter Kane e Percy Jackson como protagonistas.
- O Cajado de Serapis: a segunda parte do crossover entre as séries "Os Heróis do Olimpo" e "As Crônicas dos Kane", com Annabeth Chase e Sadie Kane como protagonistas.
- A Coroa de Ptolomeu: a terceira e última parte do crossover entre as séries "Os Heróis do Olimpo" e "As Crônicas dos Kane", com Percy Jackson, Annabeth Chase, Carter Kane e Sadie Kane como protagonistas.

### O Sol e a Estrela (Intrínseca, 2023)
Livro único, que se passa depois de As Provações de Apolo, protagonizado por Nico Di Ângelo e Will Solace. 

### Projetos Futuros
Em 26 de setembro de 2023 será publicado "Percy Jackson And The Chalice of The Gods" (Percy Jackson e o Cálice dos Deuses, em tradução livre), protagonizado pelo trio original Percy Jackson, Annabeth Chase e Grover.

### The 39 Clues
Rick Riordan é o criador da série The 39 Clues, no entanto, apenas o primeiro e o último livro da série foram escritos por Riordan, sendo que ela é composta pelos seguintes livros:
- O Labirinto dos Ossos - escrito totalmente por Rick Riordan
- O Livro Negro da Família Cahill - Livro complementar da série The 39 Clues, com introdução escrita por Rick Riordan
- A Ascensão dos Vesper - Livro com quatro contos diferentes, sendo o primeiro deles escrito por Rick Riordan

### Tres Navarre
- Tequila Vermelha (1997)
- A Dança do Viúvo (1998)
- O Último Rei do Texas (2001)
- O Diabo desceu a Austin (2002)
- Southtown (2004)
- Estrada de Missão (2005)
- Ilha Rebelde (2008)

### Livros isolados
- Cold Springs (2004) no Brasil: Cold Springs - Vingança e Redenção no Texas (Assim como a série Tres Navarre, esse é um livro adulto de mistério.)
- Daughter of the Deep (2021)

## Rick Riordan Presents
Em setembro de 2016, a editora Disney-Hyperion anunciou um novo selo subsidiário da empresa, com participação do Rick Riordan. A marca chama-se Rick Riordan Presents e foi lançada em março de 2018.
O selo não publica livros escritos por Riordan, "cujo papel será mais próximo do de curador".

## Adaptações das obras

### Cinematográficas
- Percy Jackson & the Olympians: The Lightning Thief - Percy Jackson e os Ladrões do Olimpo (título em Portugal) ou Percy Jackson e o Ladrão de Raios (título no Brasil) (2010)

A adaptação cinematográfica de O Ladrão de Raios, o primeiro livro da série escrita por Riordan. O filme foi dirigido por Chris Columbus e o livro foi adaptado a roteiro por Craig Titley. 
- Percy Jackson: Sea of Monsters - -  Percy Jackson e o Mar dos Monstros (título em Portugal) ou Percy Jackson e o Mar de Monstros (título no Brasil) (2013)

Um segundo filme baseado no livro O Mar de Monstros também escrito pelo autor. Desta vez, o diretor do filme é Thor Freudenthal e o romance foi adaptado por Scott Alexander e Larry Karaszewski.
- A Dreamworks obteve os direitos de adaptação da série The 39 Clues. O primeiro filme, baseado no livro O Labirinto dos Ossos, seria dirigido por Shawn Levy (conhecido por dirigir o filme Gigantes de Aço). (projeto inconcluso)

### Webséries
- Uma adaptação de Percy Jackson & os Olimpianos para o serviço de streaming Disney + foi anunciada por Rick Riordan e sua esposa Becky pelo Twitter. A primeira temporada adaptará O Ladrão de Raios e não há data de estreia. Rick e Becky estarão produzindo e Rick fará o roteiro. (projeto inconcluso)[carece de fontes?]

### Novelas Gráficas
- Foi feita, por Robert Venditti, a adaptação em quadrinhos de O Ladrão de Raios, O Mar de Monstros, A Maldição do Titã e também A Batalha do Labirinto.[14]
- Também foi feita a adaptação em quadrinhos de A Pirâmide Vermelha, O Trono de Fogo e A Sombra da Serpente. Todos os livros da série As Crônicas dos Kane.
- A adaptação em quadrinhos de O Herói Perdido e o Filho de Netuno, os dois primeiros livros da série Os Heróis do Olimpo.

### Livros de Colorir
- Percy Jackson And The Olympians
- Magnus Chase And The Gods Of Asgard